# Liga Profesional de Omán 2022-23
La Liga Profesional de Omán 2022-23 fue la 47.ª edición de la Liga Profesional de Omán, la máxima categoría del fútbol de Omán. La temporada comenzó el 18 de agosto de 2022 y terminará el 14 de mayo de 2023.

## Equipos participantes
| Club         | Ciudad      | Estadio                      | Capacidad |
| ------------ | ----------- | ---------------------------- | --------- |
| Al Bashaer   | Adam        | Complejo Deportivo Nizwa     | 20 000    |
| Al-Ittihad   | Salalah     | Al-Saada                     | 12 000    |
| Al-Mussanah  | Al-Mussanah | Complejo Deportivo Al-Rustaq | 15 000    |
| Al-Nahda     | Al Buraimi  | Complejo Deportio Al-Buraimi | 10 000    |
| Al-Nasr      | Salalah     | Al-Saada                     | 12 000    |
| Al-Oruba     | Sur         | Complejo Deportivo Sur       | 8000      |
| Al-Rustaq FC | Al-Rustaq   | Complejo Deportivo Al-Rustaq | 15 000    |
| Al-Seeb SC   | Seeb        | Al-Seeb                      | 14 000    |
| Al-Suwaiq    | Al-Suwaiq   | Al-Seeb                      | 14 000    |
| Bahla Club   | Bahla       | Complejo Deportivo Nizwa     | 20 000    |
| Dhofar Club  | Salalah     | Al-Saada                     | 12 000    |
| Oman Club    | Mascate     | Al-Seeb                      | 14 000    |
| Sohar SC     | Sohar       | Regional Sohar               | 19 000    |
| Sur Club     | Sur         | Complejo Deportivo Sur       | 8000      |

## Desarrollo

### Clasificación
| Pos. | Equipo       | Pts. | PJ | G  | E  | P  | GF | GC | Dif. | Clasificación 2023-24    |
| ---- | ------------ | ---- | -- | -- | -- | -- | -- | -- | ---- | ------------------------ |
| 1    | Al-Nahda     | 38   | 17 | 11 | 5  | 1  | 19 | 4  | +15  | Campeón                  |
| 2    | Al-Suwaiq    | 35   | 17 | 11 | 2  | 4  | 16 | 8  | +8   |                          |
| 3    | Al-Rustaq FC | 31   | 17 | 9  | 4  | 4  | 16 | 13 | +3   |                          |
| 4    | Al-Seeb SC   | 29   | 17 | 7  | 8  | 2  | 16 | 8  | +8   |                          |
| 5    | Bahla Club   | 27   | 17 | 8  | 3  | 6  | 18 | 14 | +4   |                          |
| 6    | Dhofar Club  | 26   | 17 | 7  | 5  | 5  | 17 | 13 | +4   |                          |
| 7    | Sohar SC     | 26   | 17 | 8  | 2  | 7  | 16 | 11 | +5   |                          |
| 8    | Oman Club    | 25   | 17 | 6  | 7  | 4  | 13 | 10 | +3   |                          |
| 9    | Al-Nasr      | 20   | 17 | 4  | 8  | 5  | 14 | 16 | −2   |                          |
| 10   | Al-Mussanah  | 19   | 17 | 3  | 10 | 4  | 11 | 12 | −1   |                          |
| 11   | Sur Club     | 17   | 17 | 5  | 2  | 10 | 13 | 20 | −7   |                          |
| 12   | Al-Ittihad   | 13   | 17 | 3  | 4  | 10 | 7  | 18 | −11  | Primera División 2023-24 |
| 13   | Al-Bashaer   | 9    | 17 | 2  | 3  | 12 | 12 | 27 | −15  | Primera División 2023-24 |
| 14   | Al-Oruba SC  | 7    | 17 | 0  | 7  | 10 | 9  | 23 | −14  | Primera División 2023-24 |

Actualizado a los partidos jugados el 3 de marzo de 2023.
 Fuente: LPO Soccerway

### Resultados
| Local \ Visitante | BAS | ITT | MUS | NAH | NAS | ORU | RUS | SEE | SUW | BAH | DHO | OMA | SOH | SUR |
| ----------------- | --- | --- | --- | --- | --- | --- | --- | --- | --- | --- | --- | --- | --- | --- |
| Al-Bashaer        | —   | 2–1 | 2–0 |     |     | 1–1 |     | 1–2 |     | 0–2 | 0–2 | 1–2 | 0–2 | 1–2 |
| Al-Ittihad        |     | —   |     | 0–1 | 0–0 | 1–0 |     | 0–0 | 0–1 |     | 0–0 | 1–1 | 1–0 |     |
| Al-Mussanah       |     | 1–0 | —   | 1–1 | 0–0 | 1–1 | 0–0 | 2–2 |     |     | 2–3 | 0–0 |     | 2–0 |
| Al-Nahda          | 1–0 |     |     | —   | 3–0 |     |     |     | 2–0 | 1–0 | 0–0 | 1–0 | 1–0 | 2–0 |
| Al-Nasr           | 2–2 |     | 0–0 |     | —   | 4–1 | 0–1 | 0–0 | 0–2 |     |     | 0–0 | 1–0 |     |
| Al-Oruba          |     | 1–2 | 0–0 | 1–1 | 0–1 | —   |     | 0–2 | 1–2 |     |     | 0–0 | 0–1 | 0–0 |
| Al-Rustaq         | 2–1 | 1–0 |     | 0–2 |     | 0–0 | —   |     | 1–0 | 1–0 | 0–1 | 0–3 | 0–0 |     |
| Al-Seeb           | 3–0 |     | 0–0 | 0–0 |     |     | 1–1 | —   | 0–0 |     | 0–1 | 0–0 |     | 2–1 |
| Al-Suwaiq         | 1–0 | 2–0 | 1–0 |     | 0–0 | 1–0 | 1–0 |     | —   | 2–0 | 1–0 |     |     |     |
| Bahla Club        | 2–1 | 2–0 | 1–2 | 0–0 | 1–2 | 4–2 | 0–2 | 1–0 |     | —   |     |     |     | 2–0 |
| Dhofar Club       | 2–0 |     |     | 1–2 | 2–2 | 3–2 |     | 0–1 |     | 0–0 | —   |     | 0–1 | 1–0 |
| Oman Club         | 0–0 | 2–1 |     | 0–1 |     |     | 0–1 |     | 1–0 | 1–1 | 2–1 | —   | 1–0 | 0–2 |
| Sohar             |     | 3–0 | 1–1 | 1–0 | 1–0 |     | 2–3 | 1–2 | 2–0 | 0–1 |     |     | —   | 1–0 |
| Sur Club          |     | 1–0 | 1–0 |     | 3–2 |     | 2–3 | 0–1 | 1–2 | 0–1 | 0–0 |     |     | —   |